# ユシロ
株式会社ユシロ（英: YUSHIRO Inc.）は、切削油や潤滑剤などの金属加工油剤、およびワックスや洗剤などのビルメンテナンス用品の製造を行う企業。本社を東京都大田区に置く。2025年3月31日までの商号はユシロ化学工業株式会社（ユシロかがくこうぎょう、英: YUSHIRO CHEMICAL INDUSTRY CO.,LTD.）。

## 主な製品

### 金属加工油剤
- 切削油
- 離型剤
- 潤滑剤
- 防錆剤

### ビルメンテナンス用品
- 床用ワックス
- トイレ・浴槽・カーペット・工場床用洗浄剤
- ガム取り剤

### OEM
- 洗濯槽クリーナー[注釈 1]

## 沿革
- 1944年（昭和19年）7月 - 創業者森本貫一が大阪府大阪市城東区にユシロ化学工業株式会社を設立。金属加工油剤の生産を開始した。
- 1945年（昭和20年）4月 - 本社および工場を三重県名賀郡（現・伊賀市）に疎開。
- 1948年（昭和23年）10月 - 東京支店・東京工場を開設。
- 1962年（昭和37年）1月 - 本社・本社工場を大阪府枚方市に移転。
- 1965年（昭和40年）7月 - 東京工場を閉鎖し、神奈川工場を開設。
- 1978年（昭和53年）9月15日 - 枚方工場が爆発。従業員1人死亡、周辺住民を含め33人が負傷。工場の建物8棟が全焼したほか、周辺の民家120戸にも窓ガラスが割れるなどの被害[1]。
- 1980年（昭和55年）
  - 6月 - 本社工場を閉鎖し、兵庫工場を開設。
  - 8月 - 本社機能を東京都大田区へ移転。
- 1985年（昭和60年）
  - 10月 - 登記上の本店を東京都大田区へ移転。
  - 12月 - 東証2部に上場。
- 1992年（平成4年）6月 - 神奈川工場を静岡県駿東郡小山町に移転し、富士工場として操業開始。
- 2005年（平成17年）3月 - 東証1部に指定替え。
- 2022年（令和4年）4月4日 - 東証スタンダードに移行。
- 2025年（令和7年）4月1日 - 株式会社ユシロに商号変更。

## スティール・パートナーズによるTOB
2003年12月19日、スティール・パートナーズは株式公開買付け（TOB）によりユシロ化学工業の発行済み株式の89%に当たる13,489,065株を1株あたり1150円で買い付けると発表した。これに対しユシロ側は2004年1月15日、2004年3月期の1株あたりの配当金を前年度の14円、当初計画の19円から200円に増額すると発表。配当金獲得を目的とした投資家の買い注文が集まり、株価は上昇した。スティールの買い付け価格は1550円になったが、TOBに応じた株主は現れなかった。最終的にスティールはTOBを断念。2008年12月25日に市場外取引により、保有していた185万6800株（発行済み株式の12.22%）全てを売却した。ユシロは同日市場内時間外取引により自社株式192万8000株を1株1169円で取得しており、ユシロの買い付けにスティールが応じたものと見られている。

## 社名の由来
1944年（昭和19年）の創業時、創業者の森本貫一が油脂（ユシ）と蝋（ロウ）の精製を目的として会社を設立したことによる。